# Variimorda villosa
Variimorda villosa là một loài bọ cánh cứng trong họ Mordellidae. Loài này được Schrank miêu tả khoa học năm 1781.

## Hình ảnh

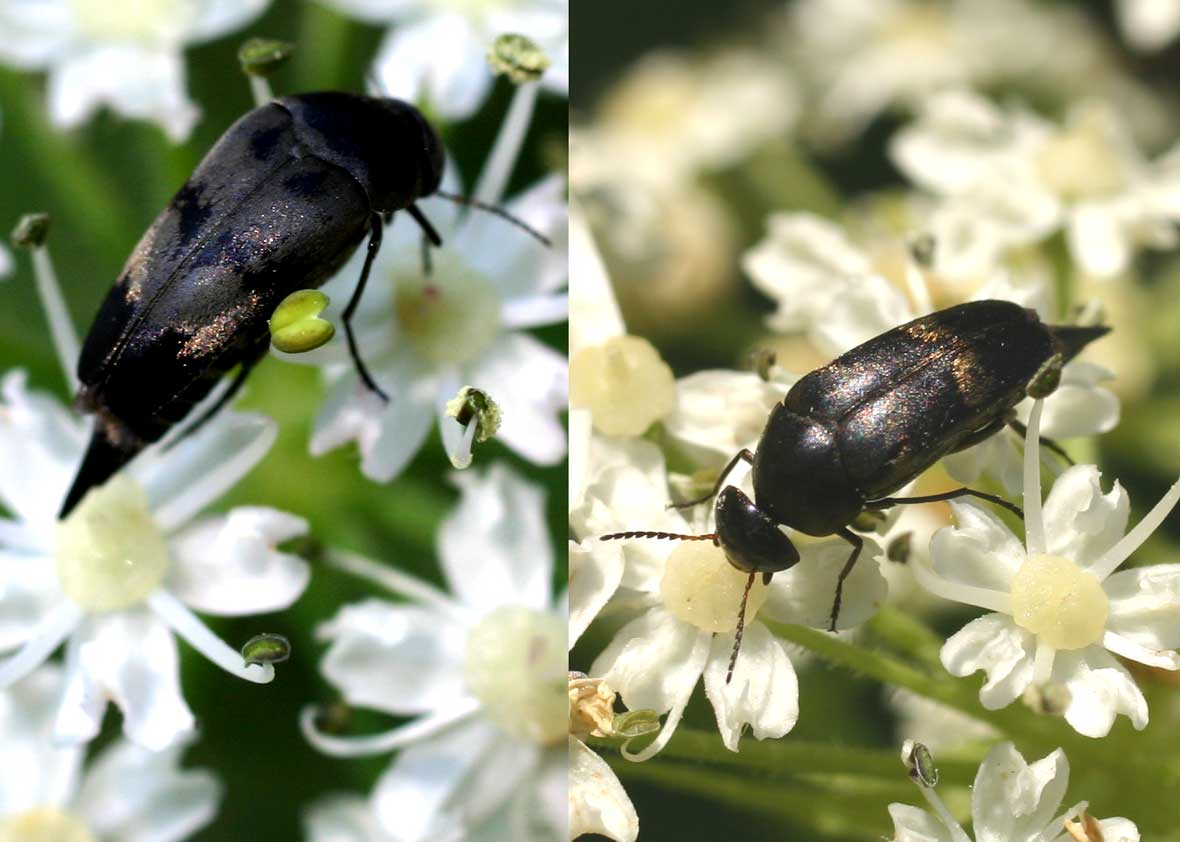
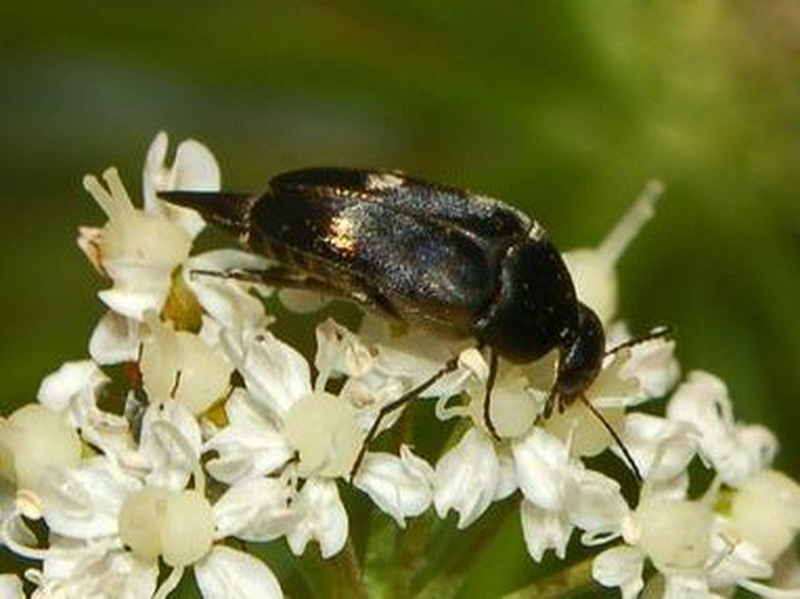
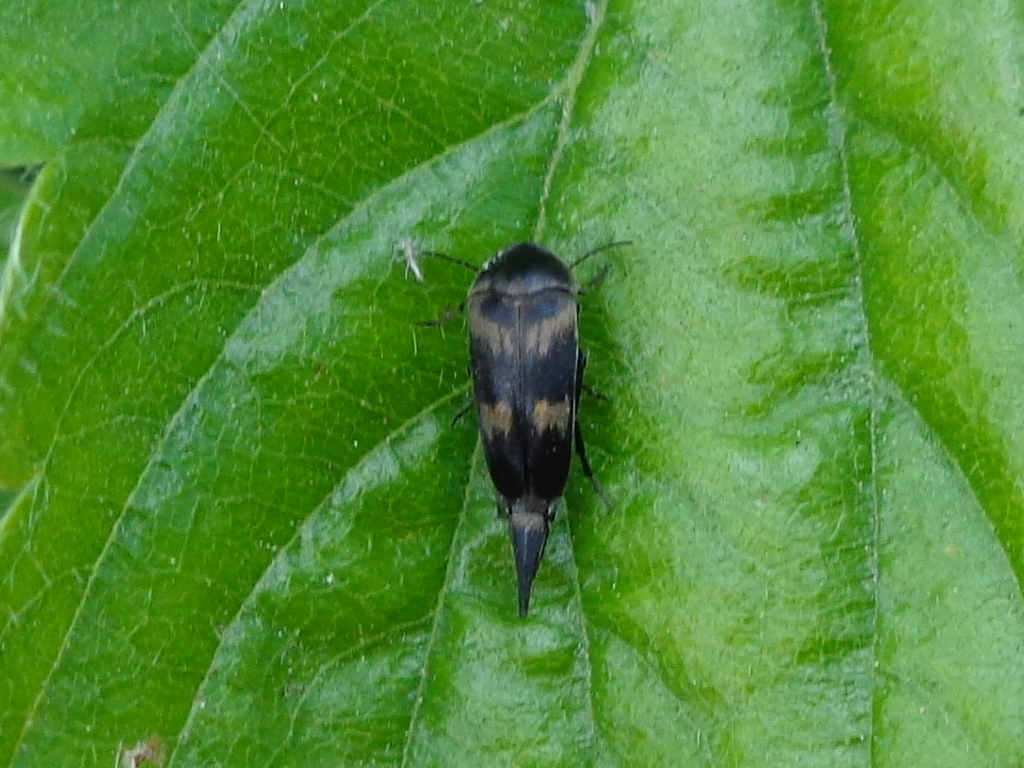
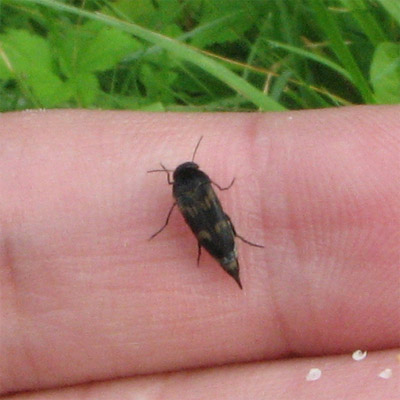